# Mono für Alle!
Mono für Alle!, aussi stylisé Mono für Alle (abréviation : MfA!, traduction : « Du mono pour tous! ») est un groupe de synthpunk et krautrock allemand, formé à Giessen en 1987. Le groupe est connu pour ses textes provocants et critiques et pour ses publications et concerts alternatifs qui ont même mené à des procès juridiques.

## Biographie

### Origines et débuts
Le groupe est originellement formé en 1987, lorsque Mono, Kick et ÄnDie décident de former un groupe à leur école. Au début, leur répertoire était surtout constitué de reprises de Bob Dylan, Eric Burdon, The Doors, The Who ou des Rolling Stones. Ils se donnaient le nom The Hatjokers, car Mono et ÄnDie avaient un faible pour les chapeaux, qu'ils portaient aussi durant leurs concerts.
Après avoir publié un disque sous le nom The Hatjokers en 1998, le groupe se renomme en Mono für Alle! à partir de 2000. Ils se donnent ce nom à cause d'un technicien qui les accompagnait durant leurs concerts et qui disait toujours que le son stéréo était inégalitaire. Il considérait en effet que, selon la place de l'auditeur dans la salle de spectacle, on n'entend pas toujours de la même manière tous les instruments et le chant. Le technicien installait donc toujours un système de son mono qu'il trouvait plus adéquat, juste et démocratique.
Après quelques concerts, le groupe réalise qu'ils voulaient tous créer leurs propres chansons, qui étaient souvent très anarchiques et alternatives. Quelques-unes des leurs chansons les plus connues, par exemple Honecker ou Boykottiert McDonalds datent de cette époque. Comme le groupe avait des problèmes financiers, les trois musiciens ne pouvaient pas s'acheter de bons instruments ou encore enregistrer leurs chansons d'une manière convenable. Ils produiront donc proprement leurs microphones, leur orgue, les décorations durant leurs concerts, ainsi que les affiches pour leurs spectacles. En 1990, ÄnDie quitte le groupe à la suite d'un déménagement et le groupe perdit ainsi son guitariste. Durant les années qui suivirent, quelques amis remplacèrent ÄnDie. Quelquefois à la guitare basse, jusqu'à ce que Yenzzo, lui aussi guitariste basse, s'établisse comme membre permanent.

### Philosophie
Le groupe compose des chansons souvent très anarchiques, accompagné d'un chant aigu et hystérique et d'un son d'instruments souvent joués d'une manière très dysharmonique. Les textes du groupe traitent d'événements d'actualité et critiquent souvent la société. Le but des chansons est de confronter les auditeurs avec la réalité choquante ou des pensées extrémistes contemporaines, non en essayant de convertir les gens, mais en les faisant réfléchir. Afin d'atteindre ce but, le groupe se met souvent dans la peau d'autres personnes et écrit ses paroles à partir d'un point de vue souvent très subjectif et radical.
Musicalement parlant, le groupe reprend des éléments issus du punk rock, rock gothique, hip-hop et du schlager.

### Actions alternatives
Le groupe est également très connu pour ses actions alternatives et surprenantes. Au lieu de publier officiellement ses disques, le groupe offre par exemple à ses fans de télécharger gratuitement les chansons de leur site internet. Ainsi, plusieurs chansons, dont probablement la plus connue, Amoklauf, font le tour de l'internet et sont surtout appréciées par les jeunes internautes allemands, ce qui rend le groupe assez populaire.
Une autre cause de son succès est l'offre spéciale du groupe à quelques-uns de leurs fans, leur permettant de les accompagner en automobile pour donner un concert à San Pedro, en Espagne. Le groupe y donne un concert non annoncé devant un groupe de gens qui menaient une vie alternative. Comme ce site se trouve loin des villes et autoroutes officielles, le groupe transporte son équipement à pied et par un petit bateau à la plage centrale du village. Le concert même est interrompu après seulement six chansons par des spectateurs hippies saouls et par un jeune homme qui, ne supportant pas le bruit du concert, décide d'appeler la police. Le groupe quitte donc les lieux plus tard, mais certains fans y restent et décident de mener une nouvelle vie alternative en Espagne. Les événements de cette excursion spéciale sont documentés sur le SVCD « San Pedro Konzert » qui reçoit le prix du « caméra en or 2003 » par le Musikvideofilmverein allemand pour le meilleur vidéo alternatif de l'année. 
À la suite de ce concert, le groupe joue plusieurs concerts en dehors de l'Allemagne, non seulement à Londres, mais même à Cuba, où les musiciens étaient spécialement invités. Le groupe est donc jusqu'aujourd'hui un des rares groupes allemands qui y ont donné un spectacle. Une autre idée spéciale du groupe était la sortie du single 11. September qui parle d'une manière critique des attentats terroristes sur le World Trade Center. Le but du groupe était d'atteindre au moins la centième place dans les Media Control Charts allemands. Comme le single est boycotté par la plupart des magasins électroniques, le groupe n'atteint pas son but, mais reçut quand-même une attention spéciale par les médias.

### Procès et controverses
Le groupe reçoit beaucoup de critique pour deux chansons de son répertoire. La chanson Amoklauf raconte d'un point de vue subjectif l'histoire d'un homme qui commet une tuerie en ville, résiste à la police et finit par se suicider dans un abri à la fin. L'autre chanson critiquée est Hallo Verfassungsschutz, qui raconte d'un point de vue subjectif les buts d'un homme qui veut se révolter contre une institution qui sauve les lois de l'État allemand et qui combat également le terrorisme, en faisant une tuerie et en déclarant qu'il voudrait changer l'état allemand, qui serait aussi le sien, d'une manière radicale,,,.
Après des plaintes de certains citoyens allemands, des institutions allemandes lancent un procès et surveillent également secrètement les membres du groupe, leurs familles et même leurs amis, craignant que le groupe puisse organiser une milice ou planifier des attentats radicaux. Les institutions demandèrent finalement au groupe d'enlever certaines chansons de son répertoire ou de supprimer les paroles des deux chansons en question de leur site officiel.
En 2009, le groupe déclare sur son deuxième site officiel qu'il avait gagné tous les procès. Le jugement final de la cour de justice allemande était que les deux chansons sont des œuvres d’art qui remplissent les exigences par rapport à la poésie et la composition et qui ont donc le droit d'être publiées ou jouées et distribuées par les médias. Le groupe dit durant une interview récente que sa seule intention était de traiter d'une manière critique des événements d'actualité en faisant réfléchir les gens, au lieu de les animer à se révolter ou à commettre des crimes. Ils disent même que ce n'était pas le groupe qui était extrême, mais plutôt les institutions de l'état allemand avec ses mesures et décisions radicales envers le groupe qui soutiennent même ironiquement les thèses critiquées d'un état trop puissant qui veut trop contrôler son peuple dont la chanson Hallo Verfassungsschutz parle. La même année, le groupe participe au Rostock.

### Nouveaux albums

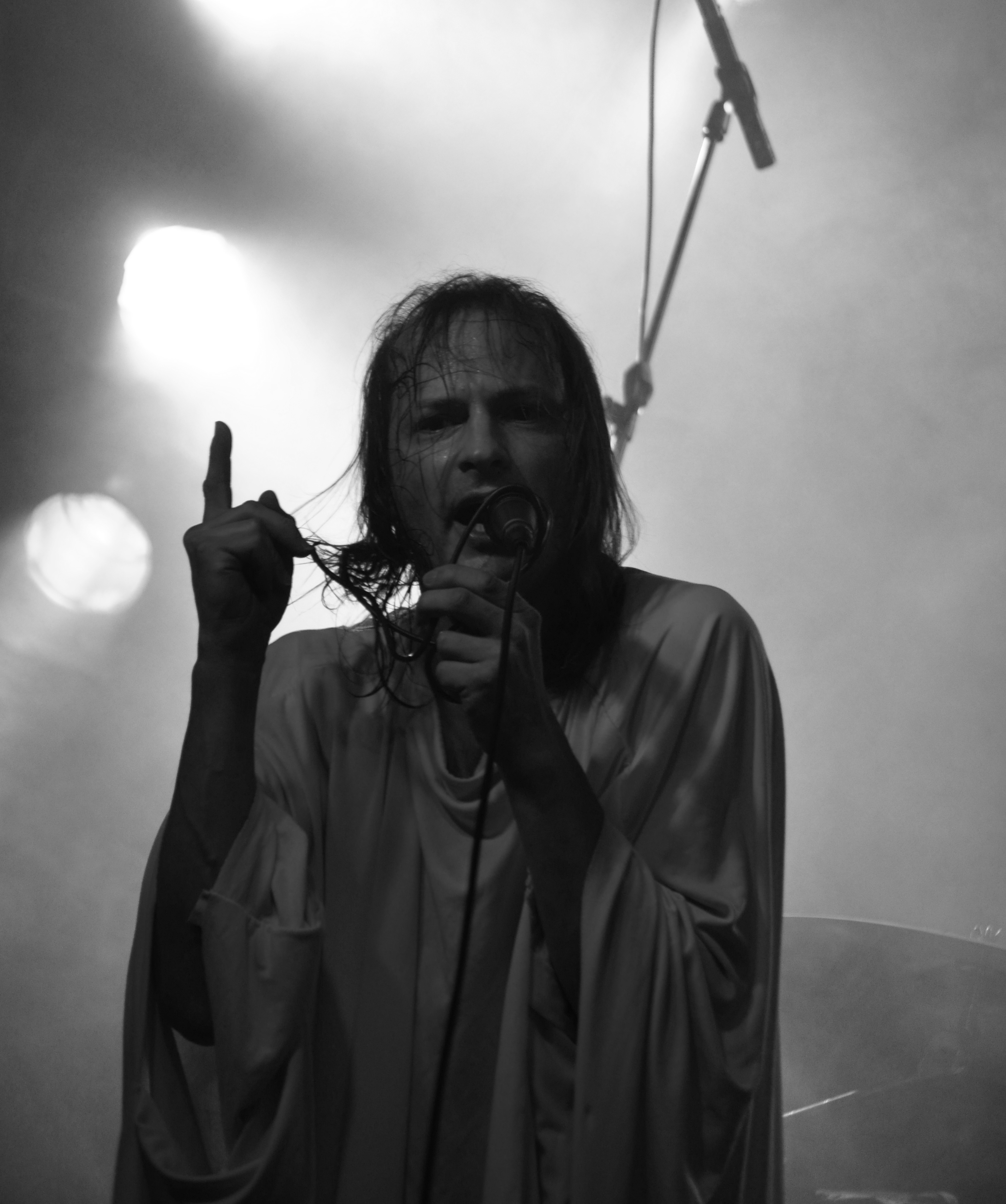
Mono, au Rostock, en 2013.

Dans cette même interview[Quand ?], le groupe dit qu'il voulait enregistrer certaines vieilles chansons de son répertoire, ainsi que du nouveau matériel. Le groupe annonce ensuite son intention de donner à nouveau des concerts en automne et hiver 2009. Un prochain album pourrait donc théoriquement suivre en 2010, ce que le groupe marquait également sur son site officiel. Mais finalement, le groupe ne donna pas de nouvelles et ni les concerts ni la publication d'un nouveau disque sont réalisés durant l'année et les fans attendent encore des nouvelles plus concrètes. 
Vers la fin de l'année 2012 et le début de l'année 2013, le groupe donne une série de concerts en Allemagne et en Suisse dans le cadre de « la fin du monde » annoncée d'après l'interprétation du calendrier maya. De nouveaux articles vestimentaires sont également offerts par le groupe. En 2013, le groupe offre la toute nouvelle chanson Arbeitsagentur pour commémorer la tournée. Le groupe commence à devenir plus actif en 2014 et donne des concerts à travers l’Allemagne, encourage ses fans de coller des affiches aux centres-villes allemands pour promouvoir leur tournée et participe notamment à un concert dans le Hambacher Forst, une des rares zones de jungle naturelle en Allemagne qui se trouve près de Cologne et qui est menacée par la déforestation planifiée par une compagnie d’électricité pour soutenir une initiative locale à la limite de l’égalité qui tente d’occuper la forêt et de bloquer son accès aux compagnies pour éviter sa disparition. 
Le groupe ramasse de l’argent de ses partisans et offre ce financement aux occupants locaux. Pour accompagner les nouveaux concerts, le groupe publie le nouveau single Gentrification en septembre 2014 et annonce en novembre 2014 qu’un nouvel album sortira très bientôt. 

## Membres
- Mono - chant, orgue, claviers, guitare
- Yenzzo - guitare basse
- Kick - batterie, percussions

## Discographie
- 1998 : The Hatjokers
- 2001 : Internetalbum
- 2001 : Mono für Alle!
- 2003 : San Pedro Konzert (CD/SVCD)
- 2005 : 11. September (single)
- 2013 : Arbeitsagentur (single)
- 2014 : Gentrification (single)
- 2015 : LiveAlbum zur MONO FÜR ALLE ! - D.I.Y.-Tour (album live)